# Ловачки пас
Ловачки пас је пас који помаже човеку у лову. Иако је пас припитомљен јако давно у људској историји, тешко је тврдити да је одувек био обучаван за лов. Потреба за диверсификацијом раса које имају особине управо за овај вид активности настала је када је лов за човека постао задовољство. Расе које су данас познате настале су током неколико векова. Постоји неколико типова ловачких паса, са афинитетом ка различитим ловачким задацима. Поделе су направљене по особинама које пси у лову најбоље исказују. Подела ловачких паса:
- гоничи - најстарији ловачки пси, којима је задатак да пронађу и натерају дивљач (јелени, дивље свиње, медведи, леопарди, вукови) на ловца; наши гоничи су азијског порекла и ту спадају: балкански и посавски зечар, алпски зечар, краткодлаки истријанац, истарски и илирски ресати гонич, басети и брак јазавичари
- јамари - служе да извуку или истерају дивљач која се скрива по јамама (лисице, јазавци, зечеви, кунићи), и лов са њима је веома стар; у јамаре спадају:ловачки теријери, фокстеријери и јазавичари
- следници крви (барварвји) - служе у лову на крупну дивљач која одбегне; познати су хановерски и баварски следници крви
- цуњавци - ловачки пси који крстаре на кратком одстојању и дигнуту дивљач огласе кратким лајањем; истичу се шпанијели (кокер и шпрингер) и немачки препеличари
- птичари - најплеменитији ловачки пси, траже истрајно и брзо, маркирају нађену дивљач (стају на дивљач), а уловљену апортирају; имају изванредан њух

Могуће је да поједине расе паса показују одличне особине у више ових група. Вестфалски брак-јазавичар је одличан гонич. Са друге стране, многи ловачки пси су добри и као кућни љубимци и пси за помоћ људима као што је случај са голден ретривером. Једно је сигурно, развијени за компликоване задатке у лову, ова група паса је способна да ради и многе друге сложене задатке за потребе људи. Што се самог лова тиче, лов одстрелом, лов хајком, лов на јазбине, лов у равници, шуми или мочвари захтевају различите способности. Ипак, способности које су карактеристичне за све пасмине су способност учења, послушност, енергичност и одлично развијено чуло мириса.

## Испити за ловачке псе
Испити за псе су разни и зависе од намене пасмине, па тако постоје и испити за ловачке псе. За птичаре постоје тзв. „теренске пробе“ (енгл. field-trails) које могу имати национални или интернационални карактер. Такмичење за птичаре се дешава у етапама од по 15 минута и постоји шест дисциплина у зависности од расе: велико трагање за птичаре енглеских раса, француско трагање или пролећна теренска проба (у пару или соло), практични лов или јесења теренска проба на дивљач (у пару или соло) и аматери. Најбољи представници сваке расе постају „трагачи“. Такође, постоје и други испити, а у циљу класификовања паса према старости за ловом, њуху или квалитету дресуре. На тај начин се евидентирају пожељни расплодни примерци. Нека од такмичења су и:
- теренска проба за шпанијеле
- испити лова за тркаће псе
- такмичења у трагању за крупном дивљачи
- испити лова на и под земљом за јазавичаре
- испити лова под земљом за фокс и друге теријере

На овом последње наведеном испиту, потребно је да пас пронађе лисицу и да да сигнал лајањем да ју је пронашао, а понекад и да је истера из унапред припремљене вештачке јазбине дужине 15 метара.